# Ehrensäule der chinesisch-sowjetischen Freundschaft

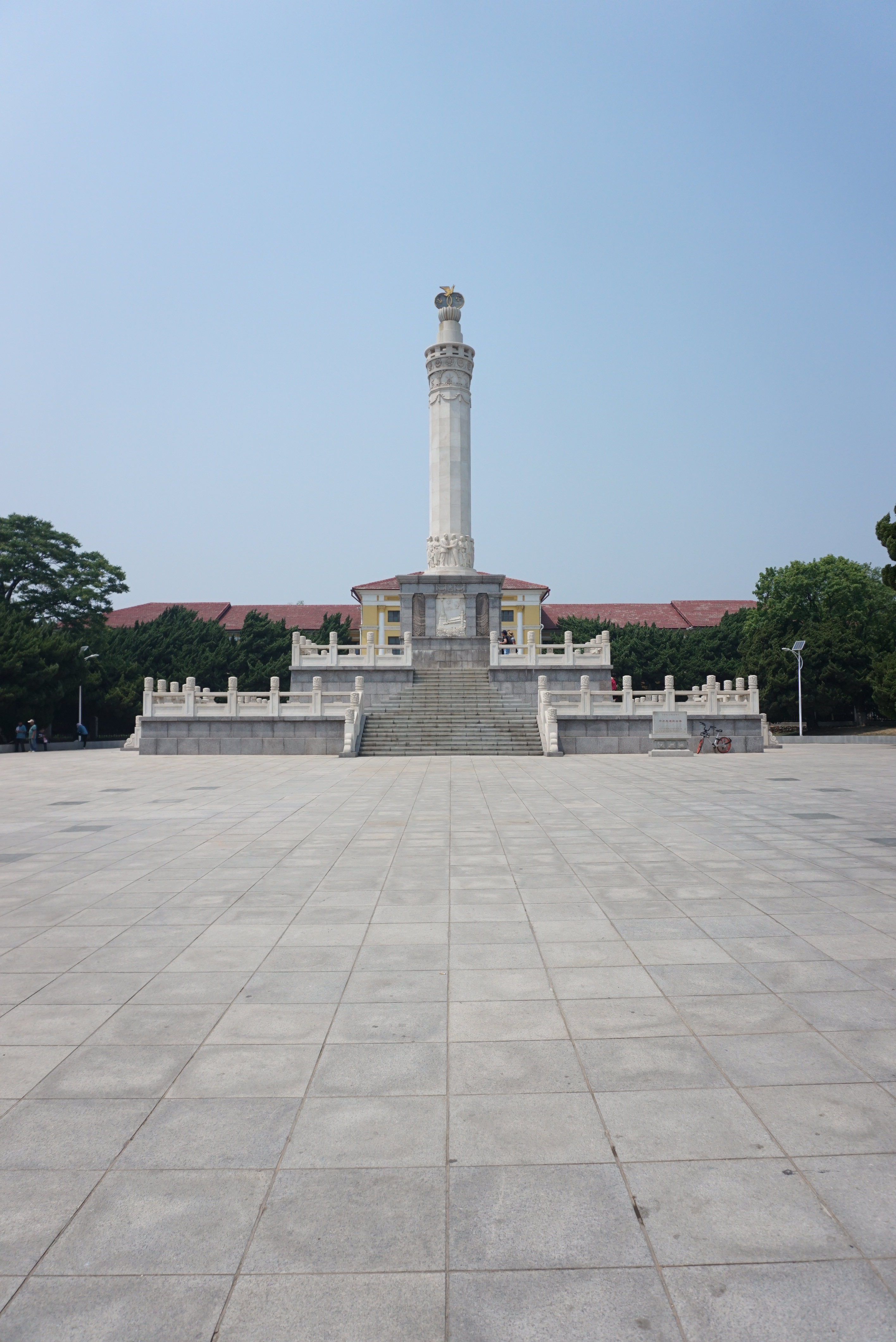
Die Ehrensäule der chinesisch-sowjetischen Freundschaft

Die Ehrensäule der chinesisch-sowjetischen Freundschaft (中苏友谊纪念塔,  Zhōng-Sū yǒuyì jìniàntǎ, englisch Cenotaph for the Friendship Between China and USSR / Memorial Tower of Sino-Soviet Friendship) ist ein in Lüshun (Lüshunkou) in Dalian, Provinz Liaoning, in den Jahren 1955–1957 auf der Südseite des Stalin-Platzes (seit 1993 der Platz des Volkes) errichtetes Ehrenmal. Es soll an den Sieg der sowjetischen Roten Armee gegen Japan 1945 in Nordostchina und an seine sowjetischen Opfer erinnern. Die Säule hat eine Höhe von 22,2 Metern. Von Zhou Enlai stammt eine Inschrift.
Auf vier Basreliefs befinden sich folgende Darstellungen:
- das Tor des Himmlischen Friedens und der Moskauer Kreml im Süden 天安门和克里姆林宫,
- der Hochofen der Anshan-Stahlwerke im Osten 鞍钢高炉,
- die Chinesisch-Sowjetische Freundschaftsfarm (Youyi nongchang) im Westen 中苏友谊农场,
- und die Siegessäule im Lüshun-Hafen (Lüshun kou) im Norden 旅顺口胜利塔.

Die Ehrensäule der chinesisch-sowjetischen Freundschaft (Zhong-Su youyi jinianta) steht seit 1961 auf der Liste der Denkmäler der Volksrepublik China (1-32).

### Nachschlagewerke
- Cihai („Meer der Wörter“), Shanghai cishu chubanshe, Shanghai 2002, ISBN 7-5326-0839-5